# Códice del Terencio de los Duques
El Terencio de los Duques es un manuscrito iluminado que contiene una recopilación de seis comedias del dramaturgo latino Terencio. Fue realizado en París hacia 1410 para Luis, duque de Guyena y Delfín de Francia y después perteneció a Juan I, duque de Berry, que le da su título a la denominación del manuscrito. Contiene 132 miniaturas atribuidas a cuatro iluminadores diferentes. Actualmente se conserva en la Biblioteca del Arsenal (Ms.664).

## Contexto histórico
El manuscrito fue sin duda encargado por Luis de Guyena, hijo del rey Carlos VI, mecenas y patrocinador de varios manuscritos preciosos cuyas armas y lema aparecen en los márgenes del frontispicio («De bien en mieux», fol. 1v). Fue encargado a varios artistas anónimos que trabajan en talleres parisinos; los historiadores del arte lograron distinguir cinco manos diferentes. Uno de ellos se dedicó exclusivamente a las decoraciones de los márgenes de la miniatura del frontispicio, se trata del maestro de Bedford, que también realizó varios otros manuscritos para el mismo mecenas. Murió a la edad de 18 años, pasando su manuscrito a manos de su tío abuelo Juan I de Berry.
En el siglo XVIII, el manuscrito se encontraba en la colección de Marc-Pierre de Voyer de Paulmy d'Argenson, y más tarde en la de su sobrino Antoine-René de Voyer de Paulmy d'Argenson, que constituyó una biblioteca que se convirtió durante la Revolución en la Biblioteca de la Arsenal donde aún se conserva. Cuatro páginas iluminadas desaparecieron en fecha indeterminada, dos de ellas se conservan en el Museo de Bellas Artes de Nantes, adquiridas por la ciudad en 1814.

## Descripción
El manuscrito contiene, después de una breve descripción de la vida de Terencio (fol. 2) y tras un argumento y un prólogo (f.2v-4), los textos de seis comedias intercalados con comentarios y glosas (f.4v-237r):
- Andria o La muchacha de Andros, del fol. 4v, iluminada por el Maestro de Luzón.
- Eunuchus (El eunuco), fol. 45v, Maestro de Luzón.
- Heautontimorumenos (El verdugo de uno mismo), fol. 90r, iluminado por el Maestro de la Ciudad de las Damas
- Adelphoe (Los hermanos o Adelfos), fol. 128r, del Maestro de los Adelfos, que toma su nombre convencional de este manuscrito.
- Phormio (Formión), f.167r, del Maestro de Luzon.
- Hecyra (La suegra), fol. 209v del Maestro de Orose.

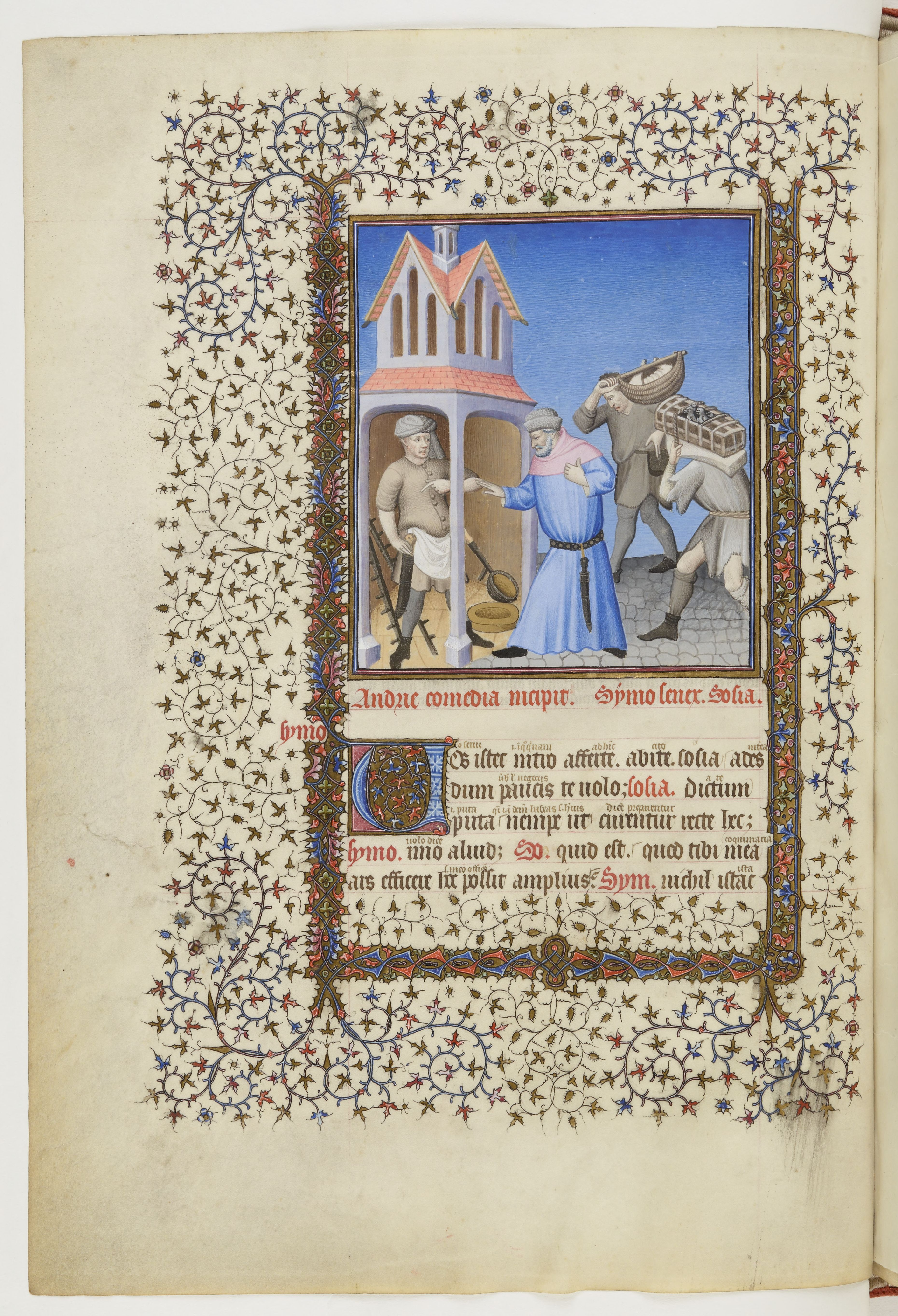
Primera miniatura de Eunuchus, fol. 4v
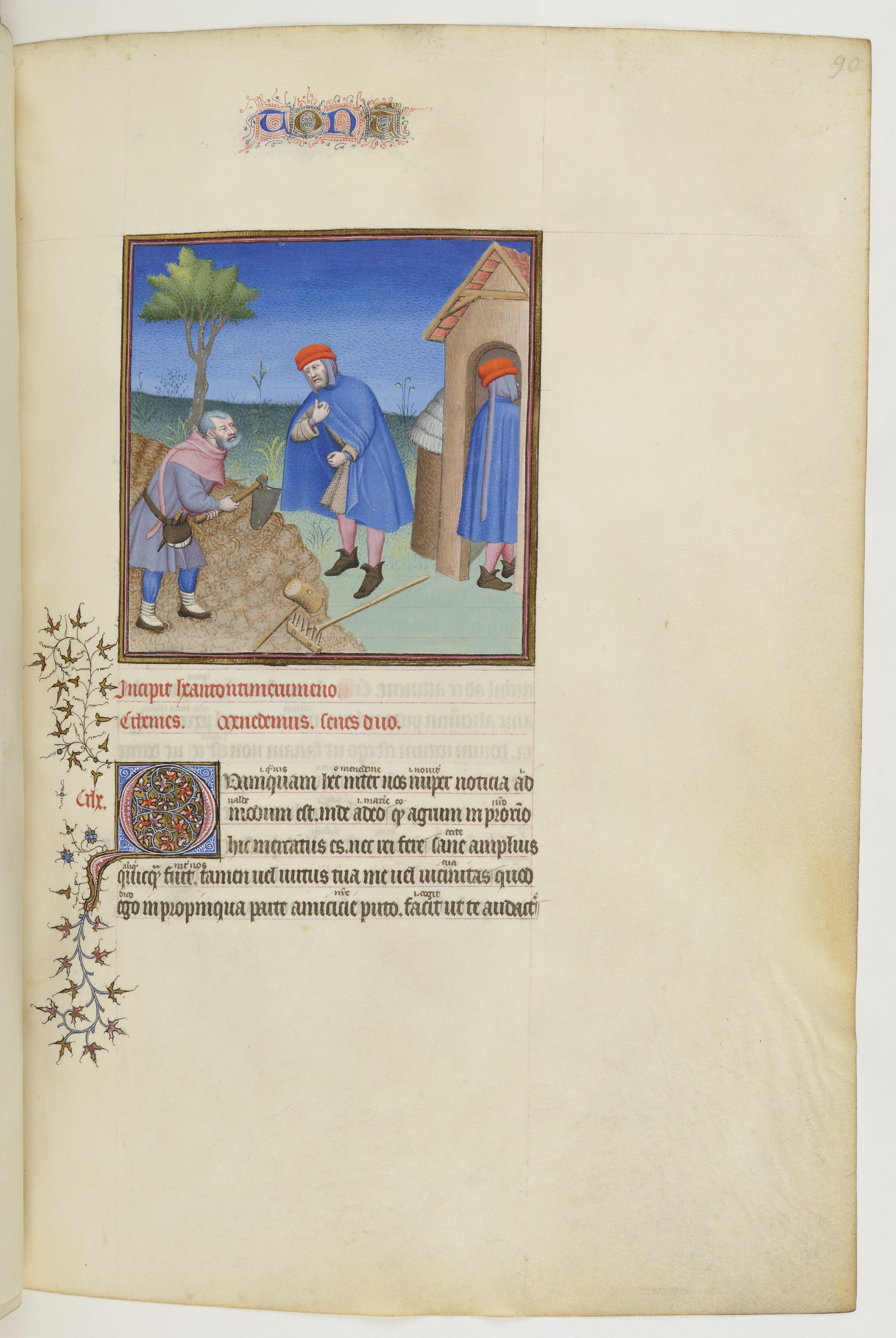
Primera miniatura de Heautontimorumenos, fol. 90r
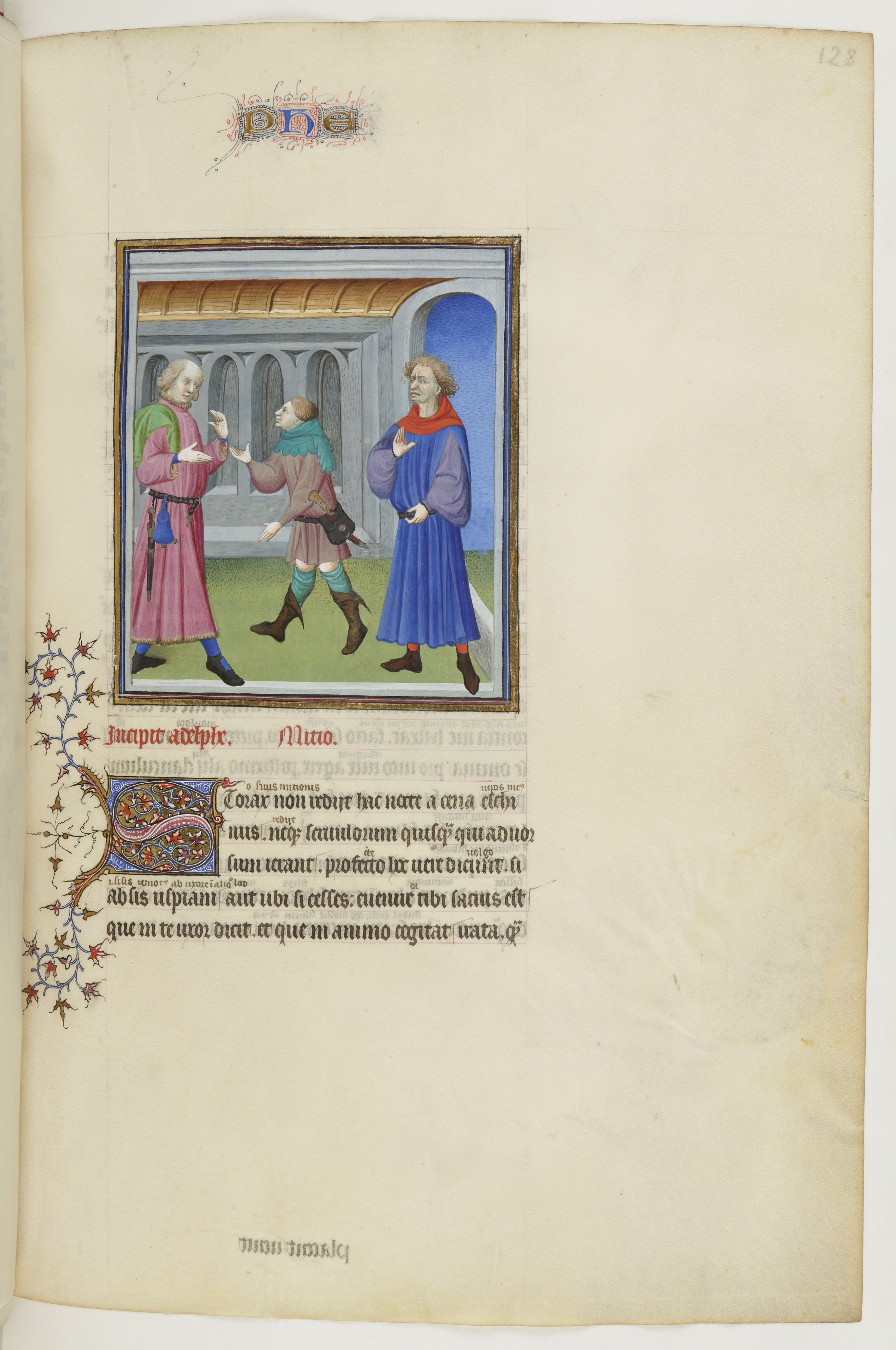
Primera miniatura de  Adelphoe, fol. 128r
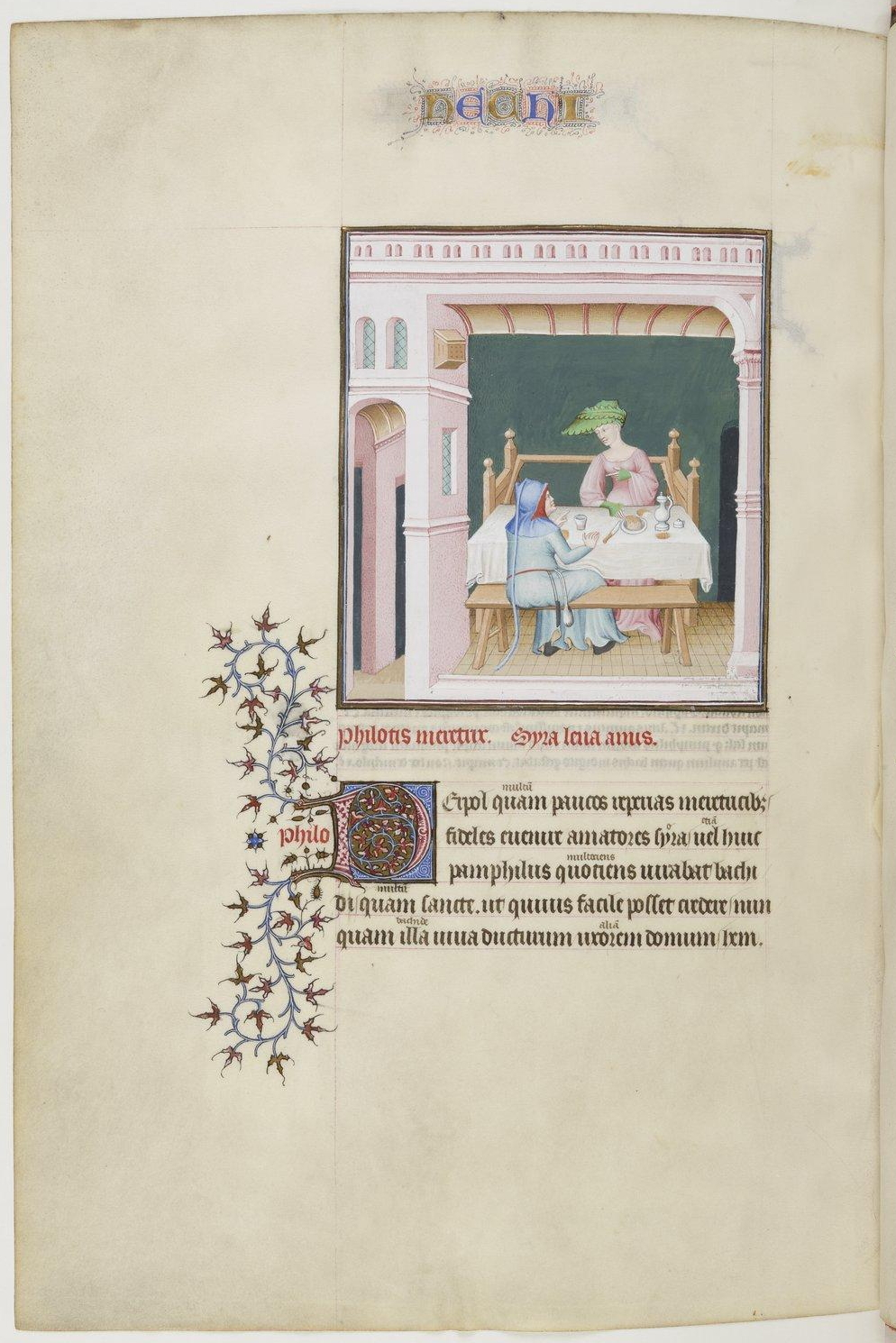
Primera miniatura de Hecyra, fol. 209v